# Trégon
Trégon (tiếng Breton: Tregon-Poudour) là một xã của tỉnh Côtes-d’Armor, thuộc vùng Bretagne, tây bắc Pháp.

## Dân số
Người dân ở Trégon được gọi là Trégonnais.